# Васильев, Денис Александрович
Денис Александрович Васильев (укр. Денис Олександрович Васільєв; род. 8 мая 1987, Бахмач, Черниговская область) — украинский футболист, защитник.

## Биография
В детско-юношеской футбольной лиге Украины выступал за «Княжу» и РВУФК (Киев). В 2004 году перешёл в киевский ЦСКА, в Первой лиге дебютировал 11 марта 2005 года в матче против киевского «Динамо-2» (0:2). Был капитаном команды. Из-за финансовых проблем ЦСКА в сентябре 2009 года перешёл в столичную «Оболонь». В Премьер-лиге дебютировал 19 сентября 2009 года в матче против ужгородского «Закарпатья» (0:1), Денис неплохо сыграл на позиции правого защитника.
Летом 2019 года стал игроком одесского «Черноморца». Покинул команду в ноябре 2019 года.